# Franz Fliri
Franz Fliri (* 9. Februar 1918 in Baumkirchen, Tirol; † 15. Juni 2008 ebenda) war ein österreichischer Geograph, Klimatologe und Quartärforscher. Er war Rektor der Universität Innsbruck von 1977 bis 1979.

## Leben
Franz Fliri, Sohn einer Tiroler Lehrer- und Bauernfamilie, studierte bis 1946 an der Universität Innsbruck Geschichte und Geographie für das Lehramt. 1947 wurde er mit einer Arbeit über die Bevölkerungsgeographie des Unterinnstals promoviert. Fliri war zunächst auf dem familieneigenen Bauernhof tätig. Ab 1959 arbeitete er als Lehrer am Bischöflichen Gymnasium Paulinum in Schwaz. Parallel arbeitete er an klimatologischen Forschungen und habilitierte sich 1962 mit der Schrift „Wetterlagenkunde von Tirol“.
1964 wurde er zum außerordentlichen Professor für Geographie an der Universität Innsbruck ernannt; 1967 erfolgte der Ruf als Ordinarius in Nachfolge des Klima- und Gletscherforschers Hans Kinzl (1898–1979). Von 1977 bis 1979 war er Rektor der Universität Innsbruck. 1987 wurde er emeritiert und lehrte danach als Emeritus weiter.
Franz Fliri, der das Fach Geographie in seiner gesamten Breite abdeckte, wurde von außen meist als Klimatologe oder Quartärforscher wahrgenommen.
Fliri war ordentliches Mitglied der Österreichischen Akademie der Wissenschaften (ÖAW) und der Deutschen Akademie der Naturforscher Leopoldina sowie korrespondierendes Mitglied der Frankfurter Geographischen Gesellschaft an der Johann Wolfgang Goethe-Universität Frankfurt am Main.
Er veröffentlichte zahlreiche wissenschaftliche Arbeiten, insbesondere über das Tirol und die Alpen. Seine Arbeit „Schneebeobachtung in den Alpen“ gilt als Standardwerk. 1988 wurde er mit der Ehrendoktorwürde der Universität für Bodenkultur Wien (BOKU) geehrt.

## Auszeichnungen
- 1980: Großes Goldenes Ehrenzeichen für Verdienste um die Republik Österreich[1]

## Schriften
- Bevölkerungsgeographische Untersuchungen im Unterinntal, 1948
- Wetterlagenkunde von Tirol, 1962
- Der Bänderton von Baumkirchen (Inntal, Tirol). Eine neue Schlüsselstelle zur Kenntnis der Würm-Vereisung der Alpen, 1970 (gem. mit S. Bortenschlager, H. Felber, W. Heissel, H. Hielscher und, W. Resch)
- Niederschlag und Lufttemperatur im Alpenraum, 1974
- Das Klima der Alpen im Raume von Tirol, 1975
- Statistik und Diagramm, 2. Auflage 1975
- Die Stellung des Bändertonvorkommens von Schabs (Südtirol) in der alpinen Würm-Chronologie, 1978
- Synoptische Klimatographie der Alpen zwischen Mont Blanc und Hohen Tauern, 1984
- Beiträge zur Kenntnis der jüngeren Klimaänderungen in Tirol, 1986
- Die Schottergrube von Albeins bei Brixen, eine neue Schlüsselstelle zur Kenntnis der Chronologie der Würmvereisung in Südtirol, Zeitschr. Gletscherkunde 1988
- An outline of the Middle and Main Würm chronology of the Eastern Alps, Geogr. Fis. Dinam. Quat. 11 (1988), S. 117–118 (PDF)
- Extreme Summen des Niederschlags in Tirol, 1989
- Der Schnee in Nord- und Osttirol 1895–1991, 1992
- Hans Kinzl und die Innsbrucker Schule der Bevölkerungsgeographie, 1996
- Naturchronik von Tirol, Oberpinzgau, Vorarlberg, Trentino, 1998
- Baumkirchen. Heimatkunde eines Dorfes in Tirol, 2. Auflage 1999